# Vlasenica
Vlasenica (Cirílico: Власеница) es una ciudad y municipio en el noreste de la entidad República Srpska (Bosnia y Herzegovina. Administrativamente pertenece a la región de Vlasenica. 

## Geografía
El municipio de Vlasenica está situado en una zona montañosa junto al río Tišća, un afluente del Drina. La ciudad se extiende desde las montañas Javor en el sur, hacia las Donji Birač en el este. Está próxima a las ciudades de Šekovići, en el norte y Zvornik, Bratunac y Milići en el este, con Han Pijesak en el sur y Kladanj al oeste.

## Municipio
El municipio está compuesta por 38 aldeas, distribuidas en 9 comunidades locales: Cerska, Cikote, Donji Zalukovik, Gorni Zalukovik, Gradina, Mišari, Piskavice, Simići y la propia Vlasenica. Hasta 1992 perteneció también la vecina ciudad de Milići con 5 comunidades locales y 54 aldeas, a Vlasenica. 

## Historia
Después de la anexión de Bosnia por el Imperio austrohúngaro en 1878, la ciudad de Vlasenica fue una guarnición del batallón del Regimiento de Infantería húngara N.º 62. 
Cuando comenzó la guerra de Bosnia había en el municipio un número similar de serbios y de musulmanes bosnios. Debido a la proximidad de Serbia, los serbobosnios se hicieron pronto con el control de la zona, lo que ocasionó grandes deportaciones y que comenzara en Vlasenica la limpieza étnica y el traslado de su población no serbia hacia Tuzla, en territorio controlado por los bosnios, o a las "zonas seguras" póximas como Srebrenica. Además se han denunciado asesinatos masivos y retención y torturas en el campo de prisioneros de Vlasenica-Šušica. Vlasenica fue durante la guerra la sede del Cuerpo del Drina del VRS. Después de la guerra la ciudad fue habitada exclusivamente por serbios de Bosnia, entre ellos alrededor de 7000 refugiados procedentes de otras partes del país, víctimas de la limpieza étnica de croatas y bosnios. La parte occidental de la ciudad fue la principal línea de batalla, y grandes zonas todavía están minadas. La mayor destrucción la sufrieron los pueblos alrededor de Cerska, en el noreste de la ciudad. 
El 9 de octubre de 1995 comenzaron a declarar los primeros testigos en el TPIY de La Haya que fueron internados en el campamento de Vlasenica-Šušica en relación con las acusaciones contra su comandante de guardia Dragan Nikolić.
En diciembre de 1998 se produjeron manifestaciones tras ser detenido el general del VRS Radislav Krstić por la SFOR. Krstić era natural de Vlasenica y fue inmediatamente puesto a disposición del TPIY, y condenado a 46 años de prisión bajo los cargos de genocidio, deportación y malos tratos.
Cuando la Unión Europea se hizo cargo de la misión de paz en Bosnia y Herzegovina, un batallón austriaco de EUFOR quedó estacionado en Vlasenica. 
La reconstrucción de la ciudad se llevó a cabo gracias a patrocinadores como USAID y la Unión Europea, con proyectos de reasentamiento. A pesar de ello, la zona quedó en una gravísima situación económica y la agricultura es el principal medio de subsistencia.

## Población

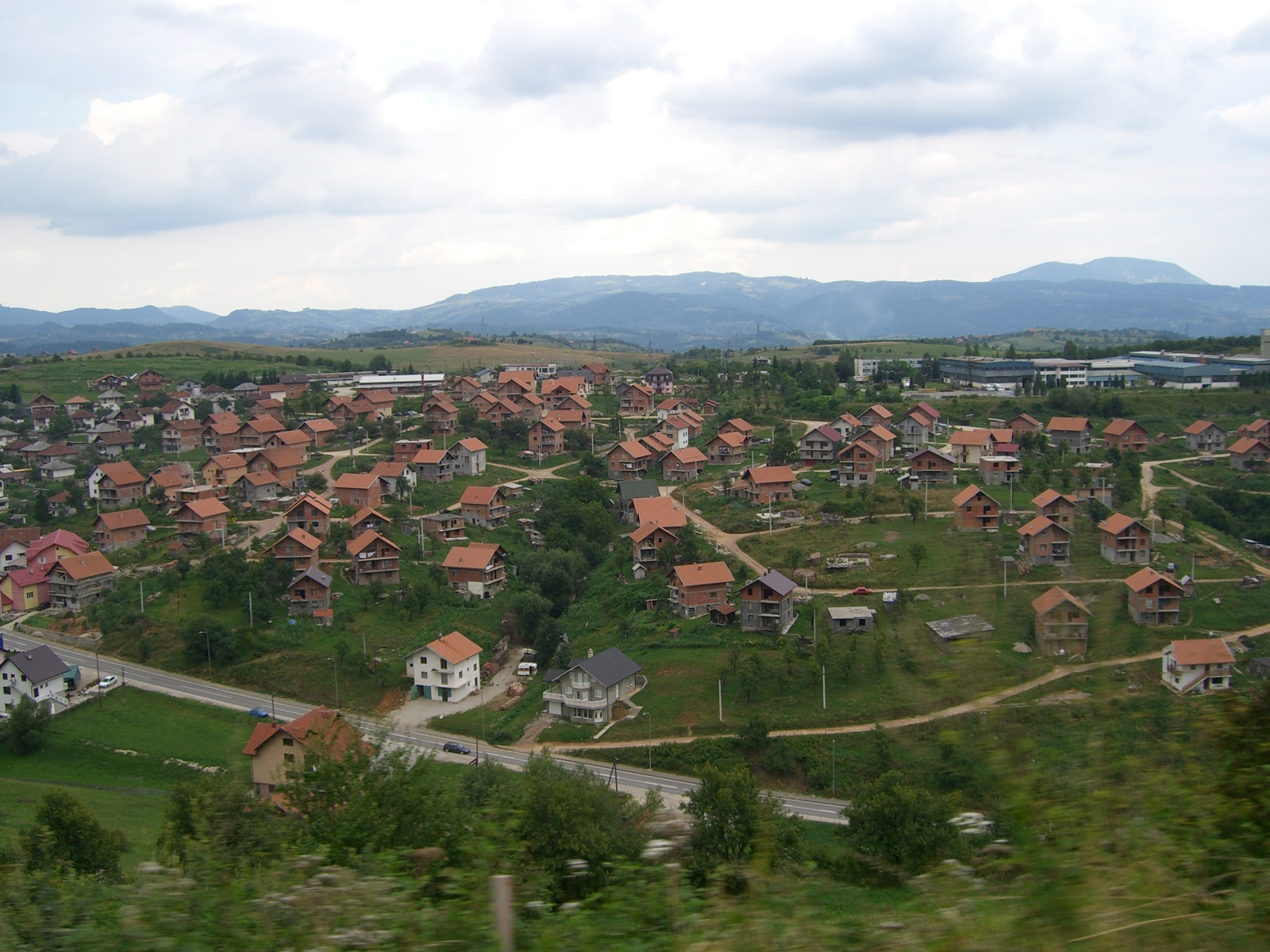
Nuevas construcciones en los alrededores de la ciudad de Vlasenica.

### 1910
Según el censo de 1910, la mayoría absoluta en el municipio de Vlasenica eran cristianos ortodoxos (64,34%). 

### 1971
Total: 26.623 
- Serbios - 13.431 (50,44%)
- Musulmanes - 12.881 (48,38%)
- Croatas - 42 (0,15%)
- Yugoslavos - 17 (0,06%)
- Otros - 252 (0,97%)

### 1981
Total: 30.498 
- Musulmanes - 15.337 (50,28)
- Serbios - 13.531 (44,36)
- Croatas - 44 (0.14)
- Yugoslavos - 889 (2.91)
- Otros - 697 (2.31)

### 1991
En el censo de 1991 el municipio tenía una población 33.817 habitantes. La distribución era la siguiente: 
- Musulmanes bosnios - 18.699 (55,29%)
- Los serbios 14.356 - (42,25%)  (Véase: serbobosnio)
- Yugoslavos - 336 (0,99%)
- Croatas - 40 (0,12%)  (Véase: bosniocroata)
- Otros - 386 (1,14%)

La ciudad tenía una población de 7.916 habitantes. La distribución era la siguiente: 
- Musulmanes bosnios - 4,794 (61%)
- Serbios -  2.777 (35%)
- Yugoslavos - 243 (0,03%)
- Croatas - 28 (0.003%)
- Otros - 74 (0.093%)

## Personalidades célebres
- Radislav Krstić: General del Ejército de la República Srpska que participó en la Guerra de Bosnia y fue condenado a 46 años de prisión por el Tribunal Penal Internacional para la ex Yugoslavia por su implicación en la masacre de Srebrenica.
- Vedad Ibišević: Futbolista de la selección de Bosnia-Herzegovina, que juega, desde 2007, en el TSG 1899 Hoffenheim, de Alemania.